# Tonspuren
Tonspuren ist der Titel einer österreichischen Hörfunkreihe im ORF Radio Österreich 1 (Ö1). Sie wurde im Dezember 1987 unter dem Titel Tonspuren – Hörbilder zur Literatur gestartet und läuft seit 2012 als Tonspuren – Das Literaturfeature (Sendungslänge: 39 Minuten). Neben den Hörbildern die zweite wöchentlich ausgestrahlte Feature-Sendung von Ö1, sind die Tonspuren die weltweit einzige eigenständige Literaturfeature-Reihe. 
Die Tonspuren liefern „Literatur aus anderer Perspektive, dargestellt mit den akustischen Mitteln, die das Radio zu bieten hat. Formal durchtrainiert, zuweilen hintergründig, häufig mit indirekten Zugängen“, so Alfred Koch, Producer der Tonspuren. „Literatur im Kontext seiner Entstehungsbedingungen, das ist uns genauso wichtig wie fein gearbeitete literarische Porträts, von A wie Aichinger bis Z wie Zoderer. Porträts, die immer ein bisschen anders sein wollen als jene Lebensbeschreibungen, die 'vorne anfangen und hinten aufhören'.“ Das Themenspektrum reicht von Franz Kafkas letzten Tagen im Sanatorium über Thomas Bernhards Nachbarn in Ohlsdorf und den letzten Flug des Antoine de Saint-Exupéry bis zu Raymond Carvers Leben aus der Sicht seiner beiden Frauen. In den 25 Jahren ihres Bestehens hat die Sendereihe mehr als 600 Autoren porträtiert sowie zahlreiche nationale und internationale Preise und Auszeichnungen gewonnen.
Von 1987 bis 1995 war Peter Klein für die Tonspuren verantwortlich. Alfred Koch, seit 1995 Herausgeber der Tonspuren, wurde 1957 in Graz geboren, arbeitete für die Ö3-Musicbox, später für die Ö1 Sendereihe Diagonal – Radio für Zeitgenossen. Für seine Features wurde er international mehrfach ausgezeichnet, unter anderem mit dem renommiertesten Radiopreis, dem Prix Italia, für seine Tonspuren-Sendung „In der Seele gibt es ein Bedürfnis, nicht zu denken – das doppelte Leben des Raymond Carver“ (2002). 